# Musée colonial de Haarlem

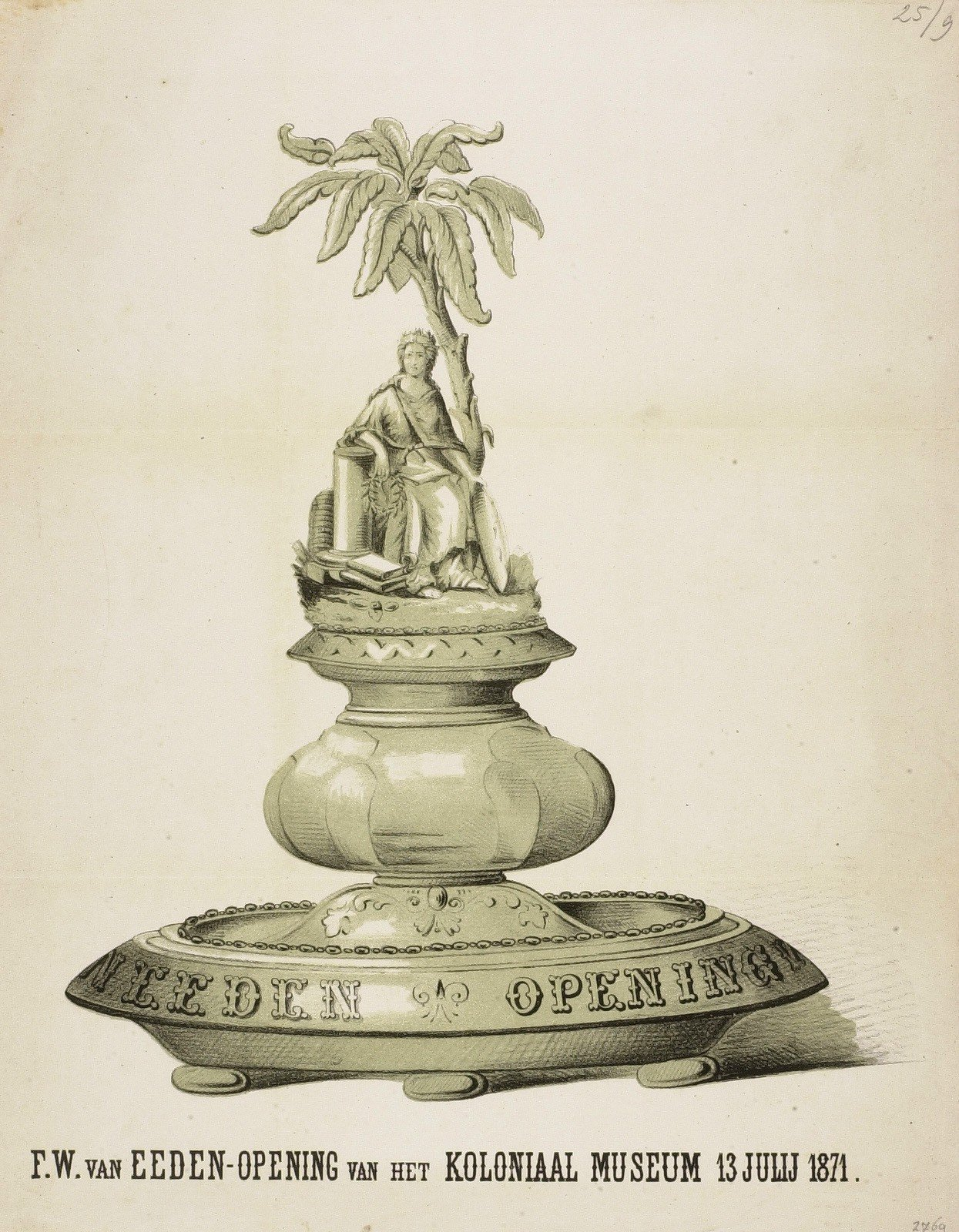
Affiche de l'inauguration du musée au en 1871.

Le musée colonial de Haarlem est un ancien musée d'anthropologie culturelle et des colonies  fondé à Haarlem aux Pays-Bas en 1864. En 1926, le musée colonial déménage à Amsterdam, où il fusionne avec l'Institut colonial.

## Histoire
Les premières collections – objets exotiques et produits des Indes orientales néerlandaises, parmi lesquels des échantillons de bois – sont rassemblées par Frederik Willem van Eeden, premier directeur du musée. En 1871, le musée s'installe au Pavillon Welgelegen (nl). Après son ouverture, il reçoit un don de Gaspard van Breugel en provenance de sa plantation du Suriname.
À la mort de van Eeden en 1901, Maurits Greshoff (nl) lui succède à la direction du musée jusqu'en 1909. Manquant d'espace, le musée déménage à Amsterdam, en 1926, où il fusionne avec l'Institut colonial.

## Collections

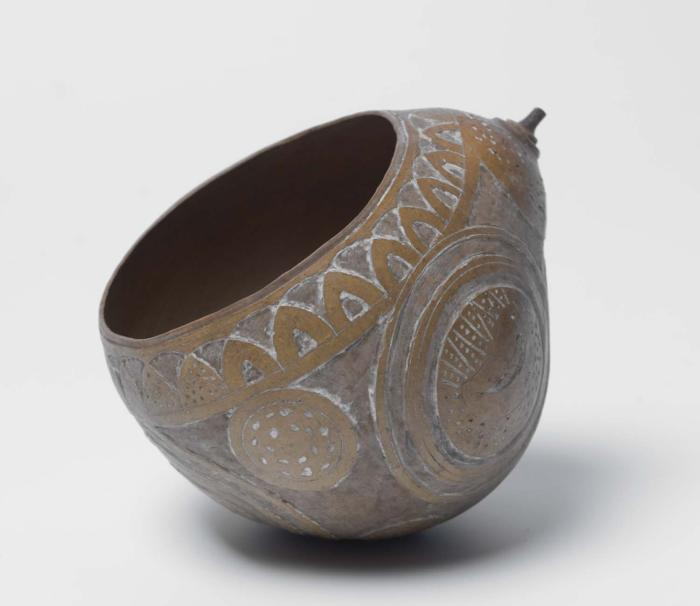
Coupe sculptée dans une calebasse.
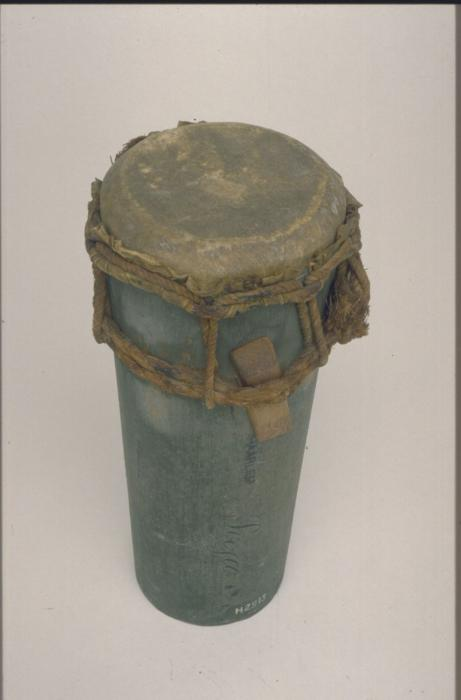
Modèle réduit d'un tambour conique à une face.
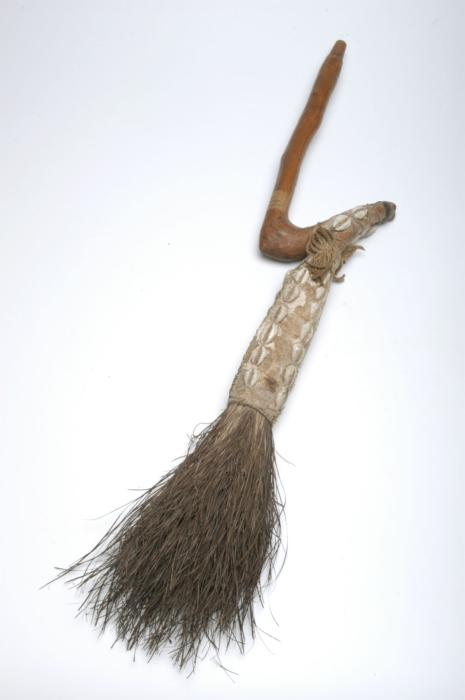
Balai magique d'un homme médecine.
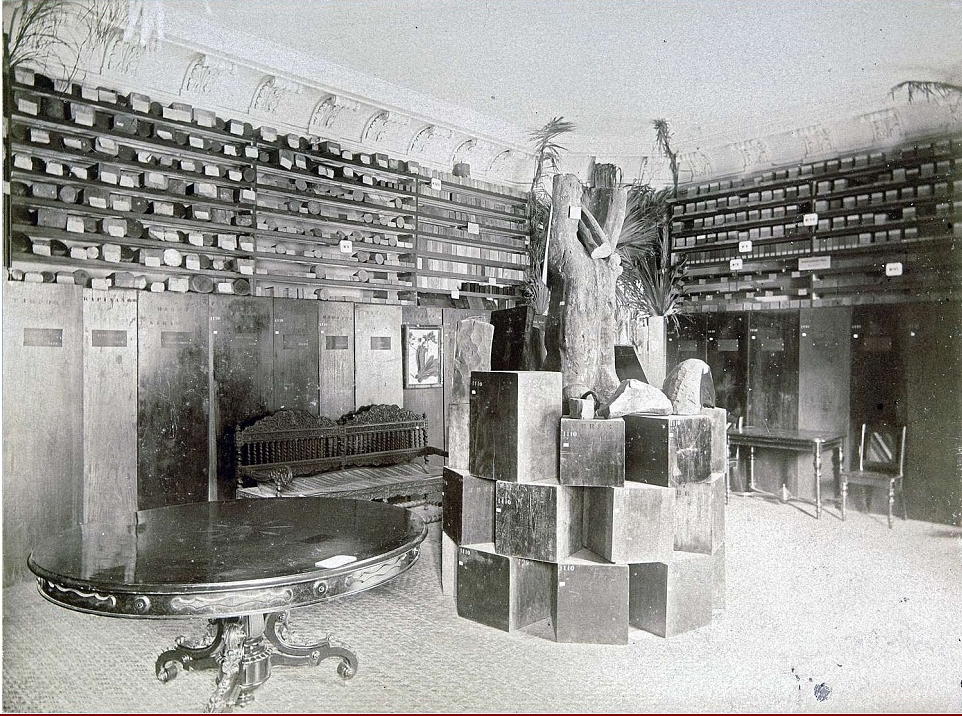
Cabinet du bois.